# Liste des plus grandes îles par pays
 (janvier 2024).
Si vous disposez d'ouvrages ou d'articles de référence ou si vous connaissez des sites web de qualité traitant du thème abordé ici, merci de compléter l'article en donnant les références utiles à sa vérifiabilité et en les liant à la section « Notes et références ».
Cet article recense les plus grandes îles de chaque pays.

## Méthodologie
Cette liste comprend, pour chaque pays, la plus grande île sur laquelle elle exerce sa souveraineté. Dans certains cas, plusieurs îles sont mentionnées pour chaque pays :
- Certaines îles sont divisées entre plusieurs pays ; la liste donne dans ce cas également la plus grande île qui ne doit pas divisée.
- La souveraineté des pays sur certaines îles peut être contestée.

La liste reprend les 197 États reconnus par l’Organisation des Nations unies et dont il possible de déterminer la plus grande île. Elle inclut tous les types d'îles, qu'elles soient maritimes, lacustres ou fluviales, d'origine naturelle ou artificielle.

## Liste
| Pays                             | Île                                                     | Superficie (km²) | Coordonnées                   | Notes |
| -------------------------------- | ------------------------------------------------------- | ---------------- | ----------------------------- | --- |
| Afghanistan                      | Île sans nom                                            | 75               |                               | Île fluviale sur le Piandj. |
| Afrique du Sud                   | Île Marion                                              | 290              | 46° 54′ 22″ S, 37° 44′ 13″ E  | |
| Albanie                          | Sazan                                                   | 5                | 40° 29′ 37″ N, 19° 16′ 50″ E  | |
| Algérie                          | Île de Rachgoun                                         | 0,66             | 35° 19′ 17″ N, 1° 28′ 48″ O   | |
| Allemagne                        | Rügen                                                   | 926,4            | 54° 27′ N, 13° 24′ E          | |
| Andorre                          | Île sans nom                                            | 0,01             | 42° 37′ 11″ N, 1° 41′ 01″ E   | Île lacustre de l'Estany de l'Isla |
| Angola                           | Île aux Tigres                                          | 98               | 16° 36′ 00″ S, 11° 41′ 00″ E  | |
| Antigua-et-Barbuda               | Antigua                                                 | 281              | 17° 05′ 06″ N, 61° 48′ 00″ O  | |
| Arabie saoudite                  | Farasan al Kabir                                        | 395              | 16° 48′ N, 41° 51′ E          | |
| Argentine                        | Île Alexandre-Ier                                       | 49 070           | 71° S, 70° O                  | L'île Alexandre-Ier est la plus grande île dont l'Argentine revendique la souveraineté. Elle fait toutefois partie de l'Antarctique argentin, la revendication argentine sur l'Antarctique qui n'est généralement pas reconnue par les pays signataire du traité sur l'Antarctique. L'Argentine ne revendique pas toute l'île, mais seulement la partie à l'est du 74e méridien ouest (soit tout de même la quasi-totalité). Par ailleurs, l'île est également revendiquée par le Chili et le Royaume-Uni. |
| Argentine                        | Grande île de la Terre de Feu                           | 47 992           | 54° S, 69° O                  | Plus grande île sur laquelle la souveraineté de l'Argentine n'est pas contestée. La Grande île de la Terre de Feu est partagée avec le Chili : la souveraineté argentine s'étend sur la partie orientale, soit 18 507 km2. |
| Argentine                        | Malouine orientale                                      | 7 040            | 52° S, 59° O                  | Plus grande île revendiquée dans sa totalité par l'Argentine. Les îles Malouines sont toutefois administées par le Royaume-Uni, dont elles forment un territoire d'outre-mer. |
| Argentine                        | Île Adélaïde                                            | 4 463            | 67° 15′ S, 68° 30′ O          | Plus grande île revendiquée dans sa totalité par l'Argentine et qui ne soit pas administrée par un autre pays. Il s'agit toutefois d'une île de l'Antarctique, et la revendication argentine n'est généralement pas reconnue par les autres pays. |
| Argentine                        | Islas de las Lechiguanas (es)                           | 2 500            | 33° 26′ 00″ S, 59° 42′ 00″ O  | Plus grand groupe d'îles sur la totalité de laquelle la souveraineté de l'Argentine n'est pas contestée. Il s'agit toutefois d'un archipel fluvial du delta du Paraná. |
| Argentine                        | Île des États                                           | 534              | 54° 47′ 00″ S, 64° 15′ 00″ O  | Plus grande île individuelle sur la totalité de laquelle la souveraineté de l'Argentine n'est pas contestée. |
| Arménie                          | Île sans nom                                            | 0,04             | 40° 30′ 35″ N, 45° 03′ 38″ E  | Île du lac Sevan. |
| Australie                        | Tasmanie                                                | 64 519           | 42° S, 147° E                 | L'Australie continentale, avec 7 600 000 km2, est parfois considérée comme une île, mais elle est généralement considérée comme une masse continentale à part entière. |
| Autriche                         | Donauinsel                                              | 3,9              | 48° 14′ 00″ N, 16° 24′ 11″ E  | Île artificielle entre le Danube et le Neue Donau. |
| Azerbaïdjan                      | Île Kura (en)                                           | 44               | 38° 58′ 30″ N, 49° 07′ 30″ E  | |
| Bahamas                          | North Andros                                            | 3 439            | 24° 46′ 01″ N, 78° 05′ 46″ O  | |
| Bahreïn                          | Île de Bahreïn                                          | 604              | 26° 02′ 09″ N, 50° 33′ 03″ E  | |
| Bangladesh                       | Bhola                                                   | 1 441            | 22° 30′ N, 90° 45′ E          | |
| Barbade                          | Barbade                                                 | 439              | 13° 10′ 00″ N, 59° 33′ 00″ O  | |
| Belgique                         | Île Monsin                                              | 1,02             | 50° 39′ 30″ N, 5° 38′ 19″ E   | Île fluviale entre la Meuse et le canal Albert. |
| Belize                           | Caye Ambergris                                          | 119              | 18° 00′ 50″ N, 87° 55′ 52″ O  | |
| Bénin                            | Île côtière sans nom entre Cotonou et Lagos             | 383              | 6° 23′ 00″ N, 2° 40′ 00″ E    | L'île est partagée entre le Bénin et le Nigeria. |
| Bhoutan                          | Île sans nom                                            | 0,8              |                               | Île fluviale sur le Manas. |
| Biélorussie                      | Osveïski (en)                                           | 5                | 56° 02′ 46″ N, 28° 07′ 19″ E  | Île du lac Osveïa (en) |
| Birmanie                         | Ramree                                                  | 1 350            | 19° 04′ 16″ N, 93° 49′ 01″ E  | |
| Bolivie                          | Isla de Panza (es)                                      | 17,4             | 18° 43′ 23″ S, 67° 10′ 09″ O  | Île lacustre du lac Poopó |
| Bosnie-Herzégovine               | Île sans nom                                            |                  |                               | Île fluviale sur la Drina, partagée avec la Serbie. |
| Botswana                         | Chief's Island                                          | 1 050            | 19° 21′ 16″ S, 23° 01′ 46″ E  | Île fluviale du delta de l'Okavango. |
| Brésil                           | Île de Marajó                                           | 40 100           | 0° 59′ 00″ S, 49° 35′ 00″ O   | Plus grande île fluviale ou côtière du monde, située entre l'Amazone, le rio Tocantins et l'océan Atlantique. |
| Brunei                           | Bornéo                                                  | 748 168          | 0° N, 114° E                  | Bornéo est partagée entre Brunei, Indonésie et Malaisie. La partie brunéienne forme la quasi-totalité du territoire du pays. |
| Brunei                           | Selirong (en)                                           | 25               | 4° 52′ 55″ N, 115° 07′ 47″ E  | Plus grande île entièrement sous souveraineté du Brunei. |
| Bulgarie                         | Béléné                                                  | 41               | 43° 40′ N, 25° 11′ E          | Île fluviale du Danube. |
| Burkina Faso                     |                                                         |                  |                               | |
| Burundi                          | Île sans nom                                            |                  |                               | Île du delta du Rusizi. |
| Cambodge                         | Koh Kong (en)                                           | 100              | 11° 20′ 00″ N, 103° 00′ 00″ E | |
| Cameroun                         | Manoka                                                  | 88               | 3° 51′ 19″ N, 9° 36′ 53″ E    | |
| Canada                           | Île de Baffin                                           | 507 451          | 68° N, 70° O                  | |
| Cap-Vert                         | Santiago                                                | 991              | 15° 04′ 00″ N, 23° 38′ 00″ O  | |
| République centrafricaine        | Île Bongo Soua                                          | 5,48             | 4° 20′ 52″ N, 18° 33′ 32″ E   | Île fluviale de l'Oubangui ; également nommée île des Singes. |
| Chili                            | Île Alexandre-Ier                                       | 49 070           | 71° S, 70° O                  | L'île Alexandre-Ier est la plus grande île dont le Chili revendique la souveraineté. Elle fait toutefois partie du territoire chilien de l'Antarctique, la revendication chilienne sur l'Antarctique qui n'est généralement pas reconnue par les pays signataire du traité sur l'Antarctique. L'île est également revendiquée par l'Argentine et le Royaume-Uni. |
| Chili                            | Grande île de la Terre de Feu                           | 47 992           | 54° S, 69° O                  | Plus grande île sur laquelle la souveraineté du Chili n'est pas contestée. La Grande île de la Terre de Feu est partagée avec l'Argentine : la souveraineté chilienne s'étend sur la partie occidentale, soit 29 485 km2. |
| Chili                            | Île de Chiloé                                           | 8 478            | 42° 40′ 36″ S, 73° 59′ 36″ O  | Plus grande île sur la totalité de laquelle la souveraineté du Chili est incontestée. |
| Chine                            | Taïwan                                                  | 34 507           | 24° N, 121° E                 | Île administré par la république de Chine, considérée par la république populaire de Chine comme l'une de ses provinces. |
| Chine                            | Hainan                                                  | 33 210           | 19° 12′ N, 109° 42′ E         | Plus grande île actuellement contrôlée par la république populaire de Chine. |
| Chypre                           | Chypre                                                  | 9 234            | 35° N, 33° E                  | De jure, la quasi-totalité (8 997 km2) de l'île est sous la souveraineté de la république de Chypre, à l'exception des bases militaires d'Akrotiri et Dhekelia, sous souveraineté britannique. De facto, la république n'en contrôle que 5 350 km2, le reste étant administré par la république de Chypre du Nord. |
| Colombie                         | Margarita (en)                                          | 2 100            | 9° 05′ 02″ N, 74° 30′ 00″ O   | Île fluviale du río Magdalena. |
| Colombie                         | San Andrés                                              | 26               | 12° 35′ 00″ N, 81° 42′ 00″ O  | Plus grande île maritime de Colombie. |
| Comores                          | Grande Comore                                           | 1 013            | 11° 35′ 00″ S, 43° 20′ 00″ E  | |
| République du Congo              | M'Bamou                                                 | 180              | 4° 15′ 00″ S, 15° 25′ 00″ E   | Île fluviale du Pool Malebo, sur le cours inférieur du Congo. |
| République démocratique du Congo | Nsumba                                                  | 500              | 1° 44′ 42″ N, 19° 33′ 06″ E   | Île fluviale du Congo. |
| Îles Cook                        | Rarotonga                                               | 67,1             | 21° 14′ 06″ S, 159° 46′ 41″ O | |
| Corée du Nord                    | Sinmi                                                   | 52               | 39° 34′ 00″ N, 124° 53′ 00″ E | |
| Corée du Sud                     | Jeju                                                    | 1 826            | 33° 23′ N, 126° 32′ E         | |
| Costa Rica                       | Île Cocos                                               | 23,85            | 5° 31′ 41″ N, 87° 03′ 40″ O   | |
| Croatie                          | Cres                                                    | 405,78           | 44° 57′ 36″ N, 14° 24′ 29″ E  | Les superficies de Cres et Krk sont quasiment identiques. |
| Croatie                          | Krk                                                     | 405,78           | 45° 04′ 00″ N, 14° 36′ 00″ E  | Les superficies de Cres et Krk sont quasiment identiques. |
| Cuba                             | Cuba                                                    | 105 806          | 22° N, 80° O                  | |
| Cuba                             | Île de la Jeunesse                                      | 2 419            | 22° N, 80° O                  | Plus grande île du pays hors île principale. |
| Danemark                         | Groenland                                               | 2 130 800        | 72° N, 40° O                  | Le Groenland est un pays constitutif du royaume du Danemark, fortement autonome. Plus grande île du monde, il est toutefois possible que sous l'inlandsis, le Groenland soit constitué de trois îles distinctes. |
| Danemark                         | Seeland                                                 | 7 031            | 55° 30′ N, 11° 45′ E          | Plus grande île danoise qui ne fasse pas partie d'un territoire autonome. |
| Djibouti                         | Île Moucha                                              | 3,99             | 11° 43′ 00″ N, 43° 11′ 00″ E  | |
| République dominicaine           | Hispaniola                                              | 73 929           | 19° N, 71° O                  | Hispaniola est partagée entre la république dominicaine et Haïti. La république dominicaine en contrôle la partie orientale, sur 47 300 km2. |
| République dominicaine           | Île Saona                                               | 110              | 18° 09′ 20″ N, 68° 41′ 58″ O  | Plus grande île entièrement sous souveraineté de la république dominicaine. |
| Dominique                        | Dominique                                               | 750              | 15° 25′ 00″ N, 61° 20′ 00″ O  | |
| Émirats arabes unis              | Abu al Abyad                                            | 306              | 24° 11′ 00″ N, 53° 47′ 00″ E  | |
| Équateur                         | Île Isabela                                             | 4 711            | 0° 30′ 00″ S, 91° 04′ 00″ O   | |
| Érythrée                         | Dahlak Kebir                                            | 754,9            | 15° 43′ 21″ N, 40° 05′ 21″ E  | |
| Espagne                          | Majorque                                                | 3 667            | 39° 37′ 00″ N, 2° 59′ 00″ E   | |
| Estonie                          | Saaremaa                                                | 2 672            | 58° 25′ 00″ N, 22° 30′ 00″ E  | |
| Eswatini                         | Île sans nom                                            |                  |                               | Île fluviale sur le Komati. |
| États-Unis                       | Hawaï                                                   | 10 434           | 19° 36′ N, 155° 30′ O         | |
| Éthiopie                         | Île Dek (en)                                            | 16               | 11° 55′ 01″ N, 37° 16′ 01″ E  | Île du lac Tana. |
| Fidji                            | Viti Levu                                               | 10 531           | 17° 48′ S, 178° 00′ E         | |
| Finlande                         | Soisalo                                                 | 1 635            | 62° 23′ 00″ N, 28° 13′ 00″ E  | Île lacustre entourée par les lacs Kallavesi, Unnukka, Suvasvesi et Kermajärvi. |
| France                           | Grande Terre                                            | 16 648           | 21° 17′ 00″ S, 165° 21′ 00″ E | Grande Terre est l'île principale de la Nouvelle-Calédonie, territoire d'outre-mer de la république française. |
| France                           | Corse                                                   | 8 722            | 42° N, 9° E                   | Plus grande île de France métropolitaine. |
| Gabon                            | Bougobna                                                | 238              |                               | |
| Gambie                           | Elephant Island                                         | 15               | 13° 27′ 15″ N, 15° 19′ 49″ O  | Île fluviale sur la Gambie. |
| Géorgie                          | Île artificielle où se situe la ville portuaire de Poti | 66               |                               | |
| Ghana                            | Île Dodi                                                | 0,625            | 6° 33′ 35″ N, 0° 06′ 44″ E    | Île du lac Volta |
| Grèce                            | Crète                                                   | 8 350            | 35° 13′ N, 24° 55′ E          | |
| Grenade                          | Grenade                                                 | 306              | 12° 07′ 43″ N, 61° 41′ 13″ O  | |
| Guatemala                        | Isla de los Monos                                       |                  | 16° 56′ 43″ N, 89° 54′ 27″ O  | Île sur le lac Petén Itzá. |
| Guinée                           | Île Tristao                                             | 226              | 10° 52′ 00″ N, 14° 55′ 00″ O  | |
| Guinée-Bissau                    | Formosa                                                 | 140              | 11° 29′ 00″ N, 15° 58′ 00″ O  | |
| Guinée équatoriale               | Bioko                                                   | 1 935            | 3° 30′ N, 8° 42′ E            | |
| Haïti                            | Hispaniola                                              | 73 929           | 19° N, 71° O                  | Hispaniola est partagée entre la république dominicaine et Haïti. Haïti en contrôle la partie orientale, sur 26 600 km2. |
| Haïti                            | La Gonâve                                               | 700              | 18° 50′ 00″ N, 73° 05′ 00″ O  | Plus grande île entièrement sous souveraineté haïtienne. |
| Honduras                         | Roatán                                                  | 155              | 15° 04′ 00″ N, 23° 38′ 00″ O  | |
| Hongrie                          | Szigetköz                                               | 375              | 47° 52′ 26″ N, 17° 24′ 26″ E  | Île fluviale sur le Danube. |
| Hongrie                          | Île de Csepel                                           | 257              |                               | |
| Inde                             | Andaman du centre                                       | 1 536            | 12° 30′ 00″ N, 92° 50′ 00″ E  | |
| Indonésie                        | Nouvelle-Guinée                                         | 785 753          | 5° 30′ S, 141° 00′ E          | La Nouvelle-Guinée est partagée entre l'Indonésie et la Papouasie-Nouvelle-Guinée. La partie indonésienne, à l'ouest, couvre 322 200 km2. Bien que plus l'île soit plus grande que Bornéo, la partie contrôlée par l'Indonésie est plus petite. |
| Indonésie                        | Bornéo                                                  | 748 168          | 0° N, 114° E                  | Bornéo est partagée entre Brunei, Indonésie et Malaisie. La partie indonésienne couvre 546 200 km2. Bien que plus l'île soit plus petite que la Nouvelle-Guinée, la partie contrôlée par l'Indonésie est plus grande. |
| Indonésie                        | Sumatra                                                 | 473 481          | 0° N, 102° E                  | Plus grande île entièrement sous souveraineté de l'Indonésie. |
| Irak                             | Ash Shamah                                              |                  |                               | |
| Iran                             | Qechm                                                   | 1 488            | 26° 41′ 43″ N, 55° 37′ 06″ E  | |
| Irlande                          | Irlande                                                 | 84 421           | 53° 26′ 58″ N, 7° 30′ 11″ O   | L'île d'Irlande est partagée entre la république d'Irlande et le Royaume-Uni. La partie sous souveraineté irlandaise couvre 70 000 km2. |
| Irlande                          | Île d'Achill                                            | 146              | 53° 57′ 50″ N, 10° 00′ 11″ O  | Plus grande île entièrement sous souveraineté de l'Irlande. |
| Islande                          | Islande                                                 | 101 826          | 65° N, 18° O                  | |
| Islande                          | Heimaey                                                 | 13,4             | 63° 26′ 00″ N, 20° 16′ 00″ O  | Plus grand île islandaise hors île principale. |
| Israël                           | Le Dor                                                  | 0,5              |                               | |
| Italie                           | Sicile                                                  | 25 711           | 37° 30′ N, 14° 00′ E          | |
| Jamaïque                         | Jamaïque                                                | 11 190           | 18° 15′ N, 77° 30′ O          | |
| Japon                            | Honshū                                                  | 227 938          | 36° N, 138° E                 | |
| Jordanie                         | Marina Village                                          |                  | 29° 32′ 48″ N, 34° 59′ 24″ E  | Île artificielle à Aqaba |
| Kazakhstan                       | Île sans nom                                            |                  |                               | Île sur le lac Balkhach. |
| Kenya                            | Pate                                                    | 170              | 2° 06′ S, 41° 03′ E           | |
| Kirghizistan                     | Île sans nom                                            |                  |                               | Île fluviale sur le Tioup (en) avant l'Yssyk Koul, près de Bichkek. |
| Kiribati                         | Île Christmas                                           | 388              | 1° 51′ N, 157° 24′ O          | |
| Koweït                           | Bubiyan                                                 | 863              | 29° 47′ 00″ N, 48° 11′ 00″ E  | |
| Laos                             | Île de Khong                                            | 110              | 14° 08′ N, 105° 50′ E         | Île fluviale du Mékong |
| Lettonie                         | Buļļu sala                                              | 13               | 57° 02′ 32″ N, 24° 00′ 48″ E  | Île fluviale sur la Daugava. |
| Liban                            | Île du Palmier                                          | 0,18             | 34° 29′ 34″ N, 35° 46′ 29″ E  | |
| Liberia                          | Île Masating (ceb)                                      | 1,33             | 6° 44′ 37″ N, 11° 19′ 06″ O   | Île du lac Piso (en). |
| Libye                            | Île Farwa                                               | 0,045            | 33° 06′ 18″ N, 11° 44′ 50″ E  | |
| Liechtenstein                    | Île Christopher                                         | 0,0005           |                               | |
| Lituanie                         | Île Rusnė (en)                                          | 55,6             | 55° 18′ 00″ N, 21° 22′ 00″ E  | Île du delata du Niémen. |
| Luxembourg                       | Île sans nom                                            |                  |                               | Île fluviale sur l'Alzette. |
| Macédoine du Nord                | Golem Grad                                              | 0,2              | 40° 52′ 00″ N, 20° 59′ 00″ E  | Île du lac Prespa. |
| Madagascar                       | Madagascar                                              | 587 041          | 20° S, 47° E                  | |
| Madagascar                       | Nosy Be                                                 | 321              | 13° 18′ 54″ S, 48° 16′ 03″ E  | Plus grande île malgache hors île principale. |
| Malaisie                         | Bornéo                                                  | 748 168          | 0° N, 114° E                  | Bornéo est partagée entre Brunei, Indonésie et Malaisie. La partie malaise couvre 194 500 km2. |
| Malaisie                         | Île Banggi                                              | 440,7            | 7° 15′ 00″ N, 117° 10′ 00″ E  | Plus grande île entièrement sous souveraineté de la Malaisie. |
| Malawi                           | Likoma                                                  | 18               | 12° 04′ 00″ S, 34° 44′ 00″ E  | Île du lac Malawi. |
| Maldives                         | Gan (en)                                                | 6,6              | 1° 54′ 55″ N, 73° 32′ 35″ E   | Île de l'atoll Hadhdhunmathi. |
| Mali                             | à déterminer                                            |                  |                               | |
| Malte                            | Malte                                                   | 246              | 35° 53′ 00″ N, 14° 27′ 00″ E  | |
| Maroc                            | Île de Mogador                                          | 0,3              | 31° 29′ 44″ N, 9° 47′ 11″ O   | |
| Îles Marshall                    | Kwajalein                                               | 16,4             | 8° 43′ 00″ N, 167° 44′ 00″ E  | Kwajalein n'est pas une île, mais un atoll constitué de 97 îles |
| Maurice                          | Île Maurice                                             | 1 874            | 20° 17′ 00″ S, 57° 33′ 00″ E  | |
| Mauritanie                       | Tidra                                                   | 156              | 19° 44′ N, 16° 23′ O          | |
| Mexique                          | Île Tiburón                                             | 1 201            | 28° 59′ 20″ N, 112° 22′ 23″ O | |
| États fédérés de Micronésie      | Île Pohnpei                                             | 334              | 6° 54′ 00″ N, 158° 13′ 30″ E  | |
| Moldavie                         | à déterminer                                            |                  |                               | |
| Monaco                           | Îlot sans nom                                           | 0,00002          | 43° 43′ 36″ N, 7° 25′ 11″ E   | L'îlot est situé dans le jardin aux Canards |
| Mongolie                         | Île du Khar-Us                                          | 485              |                               | Île sur le lac Khar-Us. |
| Monténégro                       | Vranjina                                                | 4,6              | 42° 16′ 41″ N, 19° 08′ 34″ E  | Île formée par l'embouchure de la Morača dans le lac de Shkodër. |
| Mozambique                       | Inhacamba (en)                                          | 340              | 18° 42′ 54″ S, 36° 22′ 23″ E  | |
| Namibie                          | Impalila (en)                                           | 27               | 17° 47′ 00″ S, 25° 13′ 24″ E  | Île fluviale entre le Zambèze et le Kwando. |
| Nauru                            | Nauru                                                   | 21,3             | 0° 31′ 39″ S, 166° 56′ 06″ E  | |
| Népal                            | Bandarjhola Tappu                                       | 40               | 27° 37′ 21″ N, 84° 11′ 24″ E  | Île fluviale sur la Kali Gandaki. |
| Nicaragua                        | Ometepe                                                 | 276              | 11° 30′ 00″ N, 85° 35′ 00″ O  | Île du lac Nicaragua. |
| Niger                            | Banc de sable sans nom                                  |                  |                               | L'un des bancs de sable sur le lac Tchad. |
| Nigeria                          | Lekki                                                   | 755              |                               | |
| Niue                             | Niue                                                    | 261,46           |                               | |
| Norvège                          | Spitzberg                                               | 38 981           | 78° 45′ N, 16° 00′ E          | |
| Nouvelle-Zélande                 | Île du Sud                                              | 145 836          | 43° 59′ 00″ S, 170° 27′ 00″ E | |
| Oman                             | Masirah                                                 | 649              | 20° 28′ 16″ N, 58° 48′ 55″ E  | |
| Ouganda                          | Île Bugala                                              | 275              | 0° 25′ 08″ S, 32° 15′ 00″ E   | Île du lac Victoria. |
| Ouzbékistan                      | à déterminer                                            |                  |                               | L'île de Vozrojdénia était la plus grande île du pays jusqu'en 2002, mais l'assèchement de la mer d'Aral l'a reliée à la terre ferme, la transformant en péninsule. |
| Pakistan                         | Île du village Kharo Chan                               |                  |                               | |
| Palaos                           | Babeldaob                                               | 370              | 7° 27′ 18″ N, 134° 32′ 59″ E  | |
| Palestine                        | à déterminer                                            |                  |                               | |
| Panama                           | Île Coiba                                               | 494              | 7° 29′ N, 81° 47′ O           | |
| Papouasie-Nouvelle-Guinée        | Nouvelle-Guinée                                         | 785 753          | 5° 30′ S, 141° 00′ E          | La Nouvelle-Guinée est partagée entre l'Indonésie et la Papouasie-Nouvelle-Guinée. La partie papoue, à l'est, couvre 463 600 km2. |
| Papouasie-Nouvelle-Guinée        | Nouvelle-Bretagne                                       | 35 145           | 5° 45′ S, 150° 36′ E          | Plus grande île entièrement sous souveraineté de la Papouasie-Nouvelle-Guinée. |
| Pays-Bas                         | Flevopolder                                             | 970              | 52° 30′ 00″ N, 5° 28′ 00″ E   | Plus grande île artificielle du monde, sur l'IJsselmeer. |
| Pays-Bas                         | Texel                                                   | 586              | 53° 03′ N, 4° 48′ E           | Plus grande île néerlandaise hors polders. |
| Pérou                            | Île San Lorenzo                                         | 16,48            |                               | |
| Philippines                      | Luçon                                                   | 109 965          | 16° N, 121° E                 | |
| Pologne                          | Usedom                                                  | 445              | 53° 56′ 00″ N, 14° 05′ 00″ E  | Île partagée entre l'Allemagne et la Pologne. La partie polonaise s'étend sur 72 km2. |
| Pologne                          | Wolin                                                   | 246              | 53° 55′ 00″ N, 14° 30′ 00″ E  | Plus grande île entièrement sous souveraineté polonaise. |
| Portugal                         | São Miguel                                              | 754              | 37° 46′ 43″ N, 25° 29′ 42″ O  | |
| Qatar                            | The Pearl                                               | 4                | 25° 22′ 07″ N, 51° 33′ 07″ E  | Île artificielle |
| Qatar                            | Île al Safliya (en)                                     |                  | 25° 20′ 41″ N, 51° 34′ 31″ E  | Plus grande île non-artificielle du pays. |
| Roumanie                         | Letea                                                   | 1 480            | 45° 17′ 03″ N, 29° 31′ 28″ E  | Cordon littoral du delta du Danube. |
| Royaume-Uni                      | Grande-Bretagne                                         | 209 331          | 54° N, 2° O                   | |
| Russie                           | Sakhaline                                               | 72 493           | 51° N, 143° E                 | |
| Rwanda                           | île de Gombo                                            |                  | 2° 23′ 50″ S, 28° 54′ 21″ E   | Île sur le lac Kivu. |
| Saint-Christophe-et-Niévès       | Saint-Christophe                                        | 170,8            | 17° 19′ N, 62° 43′ O          | |
| Saint-Marin                      | à déterminer                                            |                  |                               | |
| Saint-Vincent-et-les-Grenadines  | Saint-Vincent                                           | 345              | 13° 15′ N, 61° 12′ O          | |
| Sainte-Lucie                     | Sainte-Lucie                                            | 622              | 13° 52′ 54″ N, 60° 58′ 06″ O  | |
| Îles Salomon                     | Guadalcanal                                             | 5 353            | 9° 35′ 24″ S, 160° 14′ 06″ E  | |
| Salvador                         | Île El Espíritu Santo (es)                              | 25               | 13° 14′ 00″ N, 88° 37′ 00″ O  | |
| Samoa                            | Savai'i                                                 | 1 718            | 13° 35′ 00″ S, 172° 25′ 00″ O | |
| Sao Tomé-et-Principe             | São Tomé                                                | 845              | 0° 14′ 00″ N, 6° 36′ 00″ E    | |
| Sénégal                          | Morfil                                                  | 1 250            | 16° 35′ 01″ N, 14° 35′ 02″ O  | Île fluviale située entre le Sénégal et un bras secondaire, le Doué. |
| Serbie                           | Grande Île de la guerre                                 | 0,21             | 44° 49′ 54″ N, 20° 26′ 09″ E  | Île fluviale au confluent de la Save et du Danube. |
| Seychelles                       | Mahé                                                    | 145              | 4° 41′ S, 55° 29′ E           | |
| Sierra Leone                     | Île Bonthe                                              | 600              | 7° 33′ N, 12° 42′ O           | |
| Singapour                        | Pulau Ujong                                             | 719,9            | 1° 22′ 00″ N, 103° 48′ 00″ E  | |
| Slovaquie                        | Žitný ostrov                                            | 1 886            | 47° 57′ N, 17° 39′ E          | Île fluviale formée par le Danube, le Petit Danube et le Váh. |
| Slovénie                         | Île de Bled                                             | 0,82             | 46° 21′ 44″ N, 14° 05′ 24″ E  | Île sur le lac de Bled. |
| Somalie                          | Sacadin (en)                                            | 7                | 11° 26′ 06″ N, 43° 27′ 47″ E  | |
| Soudan                           | Île Mograt (ceb)                                        | 104              | 19° 30′ N, 33° 15′ E          | Île fluviale sur le Nil. |
| Soudan du Sud                    | Île sans nom                                            |                  |                               | Île fluviale sur le Nil Blanc |
| Sri Lanka                        | Sri Lanka                                               | 65 268           | 70° N, 81° E                  | |
| Sri Lanka                        | Delft                                                   | 62               | 9° 31′ 00″ N, 79° 41′ 00″ E   | Plus grande île sri-lankaise hors île principale. |
| Suède                            | Gotland                                                 | 2 994            | 57° 30′ N, 18° 30′ E          | |
| Suisse                           | Schacheninsel                                           | 0,88             | 47° 28′ 23″ N, 8° 11′ 07″ E   | Île artificielle créée par deux bras de l'Aar, séparés par la construction d'une centrale électrique au niveau de Brugg. |
| Suriname                         | Île Papegaaien                                          | 9                | 5° 51′ 23″ N, 57° 06′ 18″ O   | Île située à l'embouchure du Corentyne. |
| Syrie                            | Arouad                                                  | 0,2              | 34° 51′ 22″ N, 35° 51′ 30″ E  | |
| Tadjikistan                      | Île du Nord                                             | 22               | 39° 04′ 49″ N, 73° 26′ 25″ E  | Île du lac Kara-Kul ; également nommée Ajrosp ou Severny. |
| Tanzanie                         | Unguja                                                  | 1 575            | 6° 08′ 00″ S, 39° 20′ 00″ E   | |
| Tchad                            | Outroula                                                |                  | 12° 04′ 44″ N, 15° 07′ 44″ E  | Île fluviale du Chari. |
| République tchèque               | Île Císařský                                            | 0,66             | 50° 06′ 45″ N, 14° 25′ 17″ E  | Île fluviale sur la Moldau. |
| Thaïlande                        | Ko Phuket                                               | 800              | 7° 57′ 24″ N, 98° 20′ 16″ E   | |
| Timor oriental                   | Timor                                                   | 28 418           | 9° 14′ 00″ S, 124° 56′ 00″ E  | Timor est partagée entre l'Indonésie et le Timor oriental. 14 700 km2 sont sous souveraineté timoraise. |
| Timor oriental                   | Atauro                                                  | 140,1            | 8° 14′ S, 125° 35′ E          | Plus grande île entièrement sous souveraineté du Timor oriental. |
| Togo                             | à déterminer                                            |                  |                               | |
| Tonga                            | Tongatapu                                               | 256              | 21° 12′ 41″ S, 175° 09′ 11″ O | |
| Trinité-et-Tobago                | Trinité                                                 | 5 009            | 10° 30′ N, 61° 18′ O          | |
| Tunisie                          | Djerba                                                  | 510              | 33° 47′ 00″ N, 10° 53′ 00″ E  | |
| Turkménistan                     | Île Ogourchinskiy                                       | 60               | 39° 03′ 39″ N, 53° 02′ 36″ E  | |
| Turquie                          | Imbros                                                  | 279,2            | 40° 09′ 39″ N, 25° 50′ 40″ E  | |
| Tuvalu                           | Vaitupu                                                 | 5,6              | 7° 28′ 00″ S, 178° 41′ 00″ E  | |
| Ukraine                          | Djarylhatch                                             | 60               | 46° 02′ N, 32° 47′ E          | Flèche littorale en mer Noire. Occupée par la Russie, l'île est artificiellement reliée au continent. |
| Ukraine                          | Khortytsia                                              | 27               | 47° 49′ N, 35° 06′ E          | Île fluviale sur le Dniepr ; plus grande île sous contrôle ukrainien en 2024. |
| Uruguay                          | Isla del Queguay Grande (ceb)                           | 19,16            | 32° 09′ 45″ S, 58° 09′ 16″ O  | |
| Vanuatu                          | Espiritu Santo                                          | 3 956            | 15° 25′ 00″ S, 166° 54′ 00″ E | |
| Vatican                          | aucune                                                  | 0                |                               | Le Vatican, plus petit État du monde, ne compte pas à proprement parler d'île. |
| Venezuela                        | Margarita                                               | 1 020            | 10° 59′ 13″ N, 63° 56′ 08″ O  | |
| Viêt Nam                         | Phú Quốc                                                | 546              | 10° 14′ 00″ N, 103° 57′ 00″ E | |
| Yémen                            | Socotra                                                 | 3 607            | 12° 31′ N, 53° 55′ E          | |
| Zambie                           | Île Mbabala (ceb)                                       | 80               | 11° 18′ 18″ S, 29° 45′ 32″ E  | Île du lac Bangwelo. |
| Zimbabwe                         | Île sans nom                                            |                  |                               | Île fluviale sur le Zambèze, près des chutes Victoria. |